# Сидоры (Волгоградская область)
Сидоры — село в составе городского округа город Михайловка Волгоградской области.
Население — 2515 (2010)

## История
Основано в 30-х годах XVIII столетия. В 1730 году С. Н. Себряков начал осваивать пустопорожний юрт (станицы) городка Кобылянского, ликвидированного после булавинского восстания. Им была основана слобода Сидоры, которая была заселена купленными и беглыми крестьянами из Слободской Украины. В середине XIX века населённый пункт имел статус владельческого села. Первоначально село было известно под названием Сидор. Село относилось к Усть-Медведицкому округу Земли Войска Донского (с 1870 — Область Войска Донского). В 1859 году в селе имелось 211 дворов, православная церковь, проживало 597 душ мужского и 655 женского пола. После отмены крепостного права село получило статус слободы. В 1873 году в слободе Сидоры проживало уже 1007 мужчин и 1044 женщины. Слобода Сидоры стала центром Сидорской волости, в состав которой помимо слободы входили посёлки Глинище и Степановка. Население слободы было преимущественно неграмотным. По переписи 1897 года в слободе проживали 1471 мужчина и 1474 женщины, из них грамотных мужчин 311, женщин 61.
Согласно алфавитному списку населённых мест Области Войска Донского 1915 года в слободе имелось волостное и сельское правления, народное училище, церковь. церковно-приходское училище, паровая и 6 ветряных мельниц, земельный надел сельского общества составлял 2812 десятин, всего в слободе проживало 1812 мужчин и 1707 женщин.
В 1921 году включено в состав Царицынской губернии. С 1928 года — в составе Михайловского района Хопёрского округа (упразднён в 1930 году) Нижне-Волжского края (с 1934 года — Сталинградского края, с 1936 года — Сталинградской области, с 1961 года — Волгоградской области). В составе городского округа город Михайловка — с 2012 года

## География
Село в степной местности, в пределах Хопёрско-Бузулукской равнины, являющейся южной оконечностью Окско-Донской равнины, на правом берегу реки Тишанки. Высота центра населённого пункта около 90 метров над уровнем моря. На противоположном берегу Тишанки — на закреплённых песках искусственные лесонасаждения, к востоку от села лиственный лес. Почвы — чернозёмы южные.
У села проходит автодорога, связывающая посёлок Даниловку и город Михайловку. По автомобильным дорогам расстояние до административного центра городского округа города Михайловки — 13 км, до областного центра города Волгограда — 200 км.
Климат
Климат умеренный континентальный (согласно классификации климатов Кёппена — Dfa). Многолетняя норма осадков — 418 мм. Наибольшее количество осадков выпадает в июне — 49 мм, наименьшее в марте — 22 мм. Среднегодовая температура положительная и составляет + 7,2 °С, средняя температура самого холодного месяца января −8,9 °С, самого жаркого месяца июля +22,5 °С.
Часовой пояс
Сидоры, как и вся Волгоградская область, находится в часовой зоне МСК (московское время). Смещение применяемого времени относительно UTC составляет +3:00.

## Население
Динамика численности населения по годам:
| 1859 | 1873 | 1897 | 1915 | 1987  | 2002 |
| ---- | ---- | ---- | ---- | ----- | ---- |
| 1252 | 2051 | 2945 | 3519 | ≈1900 | 2375 |

| 2010 |
| ---- |
| 2515 |